# Мале Отважне
Мале Отважне (рос. Малое Отважное) — селище Багратіоновського району, Калінінградської області Росії. Входить до складу Нівенського сільського поселення.
Населення — 12 осіб (2015 рік).

## Географія
Селище розташоване за 25 км від районного центру — міста Багратіоновська, 12 км від обласного центру — міста Калінінграда та 1087 км від Москви.

## Історія
Мало назву Кляйн Вікбольд до 1946 року.

## Населення
За даними перепису 2010 року, у селі мешкало 12 осіб, з них 8 (66,7 %) чоловіків та 4 (33,3 %) жінок. Згідно з переписом 2002 року, у селі мешкало 15 осіб, з них 7 чоловіків та 8 жінок.